# Ganrou Bariba
Ganrou Bariba est un village de l'arrondissement de Sérékalé dans le département du Borgou au Bénin.

## Histoire
Ganrou Bariba est une division administrative sous la juridiction de la commune de Nikki.

## Population
Selon le recensement de la population de 2013, le village comptait une population totale de 3900 habitants.